# Centro de Referência Musicológica José Maria Neves
O Centro de Referência Musicológica José Maria Neves (CEREM) é uma unidade cultural vinculada à Universidade Federal de São João del-Rei (UFSJ). Fundado como associação em 2005, o CEREM foi integrado à UFSJ em 2012 como fundação universitária.

## Histórico
O CEREM foi idealizado por Anna Maria Parsons, inspirado pelo legado do musicólogo José Maria Moreira Neves, falecido em 27 de novembro de 2002. O centro ocupa um imóvel na Rua Marechal Bittencourt (antiga Rua da Cachaça), cedido por Maria Stella Neves Valle, irmã de José Maria Neves e diretora da Orquestra Ribeiro Bastos. A iniciativa teve como modelo o Memorial Dom Lucas Moreira Neves, criado após o falecimento do cardeal Lucas Moreira Neves, também irmão de José Maria Neves e Maria Stella Neves Valle, ocorrido em 8 de setembro de 2002. O Memorial foi posteriormente convertido na Fundação Memorial Dom Lucas Moreira Neves.
Em 2005, o imóvel na Rua Marechal Bittencourt foi adaptado para abrigar o arquivo de José Maria Neves e outros acervos relacionados. O projeto arquitetônico foi de André G. D. Dangelo, com apoio cultural da COPASA por meio da Lei Rouanet.
Com a reorganização do imóvel, patrocinada pela Fundação Banco do Brasil, Usiminas, Governo de Minas Gerais e Água Mineral Caxambu, o CEREM inaugurou seu Museu da Música e uma biblioteca com mais de 4.000 volumes, incluindo partituras, discos e documentos musicais. Esses materiais estão disponíveis para consulta de estudantes e pesquisadores da área.

### UFSJ
Por meio da Resolução UFSJ/CONSU nº 22, de 14 de maio de 2012, a UFSJ incorporou o patrimônio e o acervo do CEREM, transformando-o na Fundação Centro de Referência Musicológica José Maria Neves (F-CEREM). O Conselho Consultivo da fundação teve sua primeira reunião em 29 de abril de 2013, coincidindo com o sepultamento de Maria Stella Neves Valle.

Atualmente, o CEREM é parte do Cadastro Nacional de Museus, mantido pelo Instituto Brasileiro de Museus (IBRAM).

## Acervo
O acervo do CEREM é vasto e variado, com destaque para coleções e arquivos relacionados à música histórica e popular.

### Arquivo José Maria Neves
Este arquivo originou o CEREM e inclui livros, partituras, gravações e documentos pessoais do musicólogo José Maria Neves.

### Coleção Tarcísio Nascimento Teixeira
Inclui livros, partituras e discos pertencentes ao pianista Tarcísio Nascimento Teixeira.

### Coleção João Onofre de Souza
Reúne instrumentos musicais produzidos pelo luthier João Onofre de Souza.

### Arquivo Presciliano e Firmino Silva
Doado à CEREM em 2018, este arquivo contém documentos musicais das obras de Presciliano Silva (1854-1910) e seu filho Firmino Silva.

### Coleção Fernand Jouteux

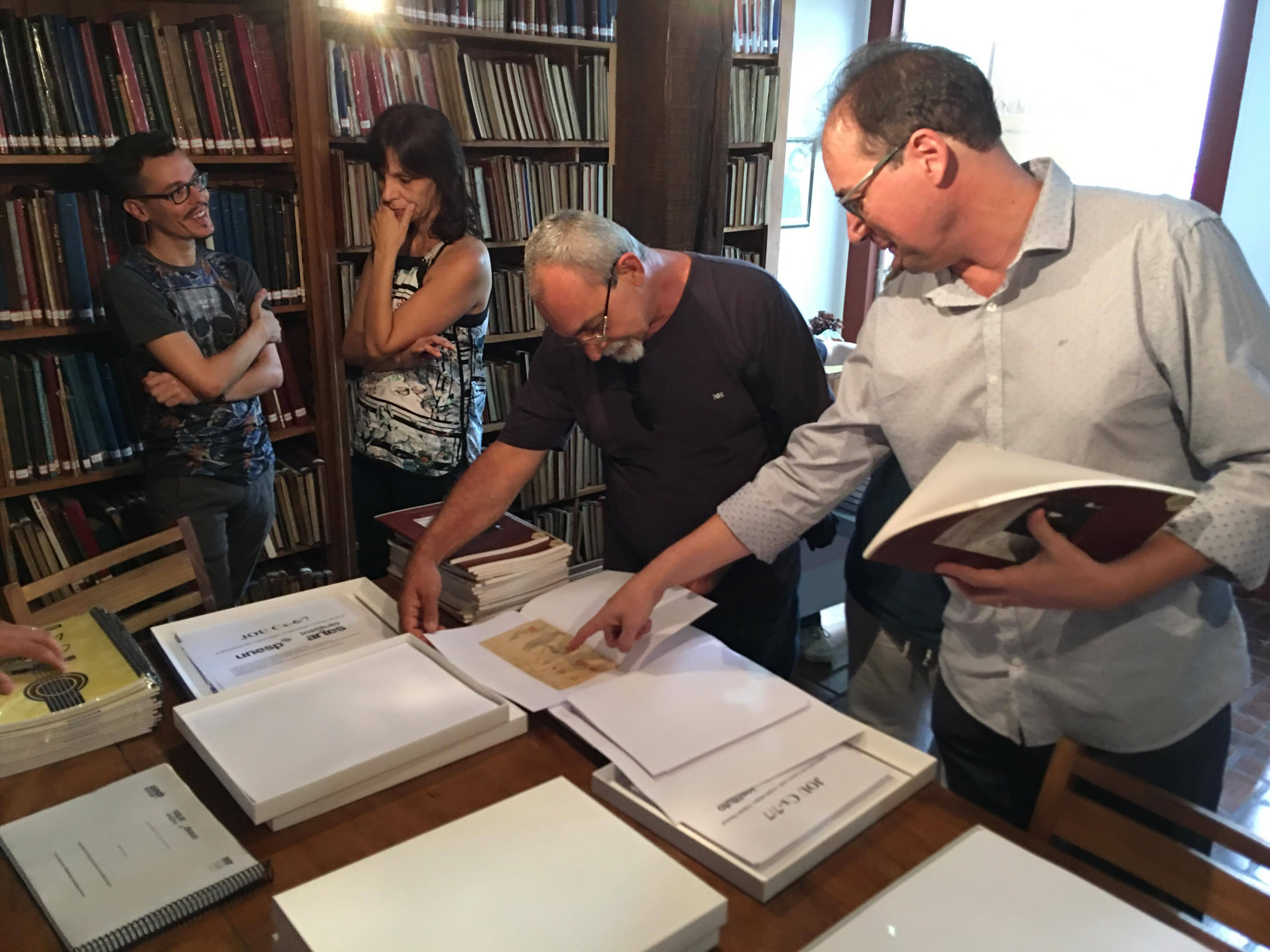
Evento de entrega da Coleção Fernand Jouteux (1844-1956) à F-CEREM.

Inclui documentos musicais e pessoais do compositor francês Fernand Jouteux (1866-1956), que viveu em Pernambuco e Minas Gerais. A coleção foi doada ao CEREM em 2018 e organizada em 2019. O Inventário da Coleção Fernand Jouteux da CEREM encontra-se disponível online.

## Eventos
O CEREM realiza eventos voltados à música histórica, popular e tradicional, integrando o Programa de Pós-graduação em Música da UFSJ, que oferta a formação em nível de mestrado.